# Nevhodný typ
Nevhodný typ je sedmé album skupiny Iné Kafe. Oficiálně vyšlo až v lednu 2015, ale pro ty, co si ho objednali předem, vyšlo už v prosinci 2014. Album vyšlo s odstupem tří let po albu Právo na šťastie, aby měli členové kapely dostatek času i na vlastní věci.

## Seznam skladeb[3]
1. „Zlý“ - 3:00
2. „Pár sráčov bohatých“ - 3:16
3. „Koniec zelenej bodky“ - 3:20
4. „Nezáujem“ - 3:34
5. „Nevhodný typ“ - 2:55
6. „Kopaničiarska“ - 2:27
7. „Strom“ - 3:06
8. „Na chvíľu“ - 3:41
9. „Čiernobiela“ - 3:08
10. „Nenadávajte na politikov“ - 2:06
11. „Iba vo filmoch“ - 3:20

## Sestava
- Vratko Rohoň - kytara, zpěv, vokály, sbory
- Roman Hulín - basa, vokály, sbory
- Dodo Praženec - bicí, vokály, sbory

Poznámka: Místo baskytaristy Petera "Forus" Fóra, který z kapely odešel, se stal baskytaristou Roman Hulín, který je uveden na tomto albu.

## Hosté
- Daniel Urbán - basa (sólo Zlý)
- Viliam Bujnovský - klavír (Pár sráčov bohatých)